# Shavaughn Ruakere
Shavaughn Ruakere (nacida el 3 de marzo de 1978) es una actriz y presentadora de televisión de Nueva Zelanda. Es conocida por sus papeles como presentadora del programa de televisión infantil What Now y por interpretar el papel de Roimata Ngatai en la telenovela de horario estelar Shortland Street.

## Primeros años
Ruakere nació en Hāwera pero vivió en Ōpunake hasta que su familia se mudó a Nueva Plymouth cuando ella tenía ocho años. Asistió a la universidad en Auckland antes de mudarse a Christchurch para desempeñar un papel de presentadora de televisión en What Now.

## Carrera
Ruakere comenzó como presentador de programas de televisión infantiles populares como What Now en Nueva Zelanda a finales de los noventa y más tarde en SMTV Live de ITV en 2003. Su carrera como actriz comenzó con papeles menores en las películas River Queen (2005) y Sione's Wedding (2006). De 2011 a 2014, Ruakere interpretó el personaje de Roimata Ngatai en Shortland Street, su papel televisivo más notable hasta la fecha. En 2018, Ruakere participó en Dancing with the Stars. Ella y su compañero de baile Enrique Johns llegaron a la gran final, donde fueron los primeros de los cuatro equipos en ser eliminados. En 2022, se convirtió en la presentadora de la edición neozelandesa de FBoy Island.

## Filmografía

### Películas
| Año  | Título               | Papel                        | Notas        |
| ---- | -------------------- | ---------------------------- | ------------ |
| 2005 | River Queen          | Esposa del jefe tribal maorí |              |
| 2006 | Sione's Wedding      | Dream Latifah 1              |              |
| 2006 | Discount Taxi Driver | Robin Slade                  | Cortometraje |
| 2009 | The Warning          | Rihanna                      | Cortometraje |

### Televisión
| Año             | Título                         | Papel          | Notas              |
| --------------- | ------------------------------ | -------------- | ------------------ |
| 1997-2001       | What Now                       | Ella misma     |                    |
| 2003            | SMTV Live                      | Ella misma     |                    |
| 2005            | The Tem Show                   | Ella misma     |                    |
| 2008            | The Jaquie Brown Diaries       | Ella misma     |                    |
| 2009            | The Cult                       | Angela         |                    |
| 2010            | Legend of the Seeker           | Señora Sarah   |                    |
| 2010-2016       | 7 Days                         | Ella misma     |                    |
| 2011            | Brown Bruthaz                  | Jasmine        |                    |
| 2011-2014, 2023 | Shortland Street               | Roimata Ngatai |                    |
| 2013            | Best Bits                      | Ella misma     |                    |
| 2014            | Flat3                          | Mascot Lady    | Serie web          |
| 2015            | When We Go To War              | Awa Kokiri     |                    |
| 2017            | Darryl: An Outward Bound Story | Sally          |                    |
| 2018            | Dancing with the Stars         | Ella misma     |                    |
| 2021-2022       | Power Rangers Dino Fury        | Dr. Lani Akana |                    |
| 2022            | FBoy Island NZ                 | Host           | como Shav Rurakere |